# SN 2007ly
SN 2007ly – supernowa typu Ia odkryta 8 października 2007 roku w galaktyce A002253+0046. W momencie odkrycia miała maksymalną jasność 20,10m.